# 伯灵格姆 (加利福尼亚州)
伯灵格姆，是美国加利福尼亚州聖馬刁郡內的一个城市，位於舊金山半島東岸，與舊金山灣有著相當長度的海岸線。該市是以曾任美國駐華公使的外交官蒲安臣（Anson Burlingame，安森·伯靈格姆）為名，市政府於1908年6月6日建制。伯靈格姆市土地面積约为4.406平方英里（11.41平方），水域約為1.651平方英里（4.28平方）。根据2010年美国人口普查，该市有人口2萬8806人。